# Laosaphaenops
Laosaphaenops is een geslacht van kevers uit de familie van de loopkevers (Carabidae). De wetenschappelijke naam van het geslacht is voor het eerst geldig gepubliceerd in 2000 door Deuve.

## Soorten
Het geslacht Laosaphaenops is monotypisch en omvat slechts de volgende soort:
- Laosaphaenops deharvengi Deuve, 2000